# Anaxyrus retiformis
Espèce
Synonymes
- Bufo debilis retiformis Sanders & Smith, 1951
- Bufo retiformis Sanders & Smith, 1951

Statut de conservation UICN

 LC  : Préoccupation mineure
Statut CITES
Anaxyrus retiformis est une espèce d'amphibiens de la famille des Bufonidae.

## Répartition
Cette espèce se rencontre entre 150 et 900 m d'altitude :
- aux États-Unis dans le sud de l'Arizona ;
- au Mexique dans l'Ouest du Sonora.

## Description
Les mâles mesurent de 40 à 47 mm et les femelles de 45 à 49 mm.

## Publication originale
- Sanders & Smith, 1951 : Geographic variation in toads of the debilis group of Bufo. Field and Laboratory, vol. 19, p. 141-160.